# Corey Allan

a Compétitions nationales et continentales officielles uniquement.

b Matchs officiels uniquement.
Corey Allan , né le 19 avril 1998 à Brisbane (Australie), est un joueur de rugby à XIII australien évoluant au poste d'ailier, centre ou arrière dans les années 2010 et 2020.
Il fait ses débuts en National Rugby League à South Sydney Rabbitohs en 2019.
Il compte une sélection avec le Queensland en 2020.

## Palmarès
- Collectif :
  - Vainqueur du State of Origin : 2020 (Queensland).

### En club

#### Statistiques
| Saison | Club                          | Compétition           | Matchs | Points | Essais | Goals | Drops |
| ------ | ----------------------------- | --------------------- | ------ | ------ | ------ | ----- | ----- |
| 2019   | South Sydney Rabbitohs        | National Rugby League | 19     | 12     | 3      | -     | -     |
| 2020   | South Sydney Rabbitohs        | National Rugby League | 10     | 20     | 5      | -     | -     |
| 2021   | Canterbury-Bankstown Bulldogs | National Rugby League | 0      | -      | -      | -     | -     |